# Chantal Ouoba
Chantal Ruth Ouoba (Alto Volta, (en la actualidad Burkina Faso), 2 de septiembre de 1975) es una exatleta burkinesa.
Representó su país en los Juegos Olímpicos de Atlanta 1996. Compitió en el triple salto.